# Michael Cook (rugbista)
Michael Terrance Cook (Melbourne, 23 aprile 1962) è un rugbista australiano, internazionale di rugby a 15 per l'Australia e in seguito professionista nel rugby a 13.

## Biografia
Nativo di Caulfield, sobborgo di Melbourne, crebbe a Brisbane, dove la sua famiglia si trasferì quando era ancora in età prescolare; compì gli studi superiori al St. Joseph's College, Gregory Terrace di Brisbane, nella cui squadra di rugby a 15 si mise in luce come centro: disputò infatti 88 incontri per la scuola, 24 dei quali in prima squadra; fu selezionato anche per la selezione nazionale scolastica australiana a 17 anni.
Nel 1980 passò alla rappresentativa provinciale del Queensland che, dal 1984, a 22 anni, rappresentò anche a livello internazionale: disputò infatti alcuni incontri per la rappresentativa statale, tra cui quelli contro le selezioni nazionali di Figi e Canada.
Nel 1986 esordì per gli Wallabies, in un test match contro la Francia a Sydney: fu il primo di 11 test fino al 1988, che inclusero anche l'unico disputato nella Coppa del Mondo di rugby 1987 (vittoria 42-23 sul Giappone nel girone iniziale), nel corso del quale si ruppe un braccio rendendosi così indisponibile per il resto della competizione.
Nel 1989 divenne professionista e passò al rugby a 13, nei Sydney Roosters; in tre stagioni nell'Australian Rugby League Championship collezionò 16 presenze con due mete.
Attualmente lavora come insegnante presso il Marist College, scuola cattolica di Ashgrove, sobborgo di Brisbane.